# Château de Duffus
Le château Duffus est une forteresse médiévale écossaise qui a servi de résidence-forteresse pendant plus de 600 ans. D'abord construit en bois il est ensuite remplacé par une construction en pierre.

## Ouvrage défensif de bois
Freskin de Moravia érige le premier ouvrage défensif en 1140 . La forteresse est construite sur le plan d'une motte castrale.
Au début du XVIe siècle, le savant italien Giovanni Ferrerio séjourne à titre d'invité dans l'abbaye de Kinloss, et écrit sur l'histoire de ce monastère. Il rapporte que David Ier est resté dans la forteresse de Duffus au cours de l'été 1151 à l'époque où des travaux étaient faits sur les bâtiments. 

## Château de pierre

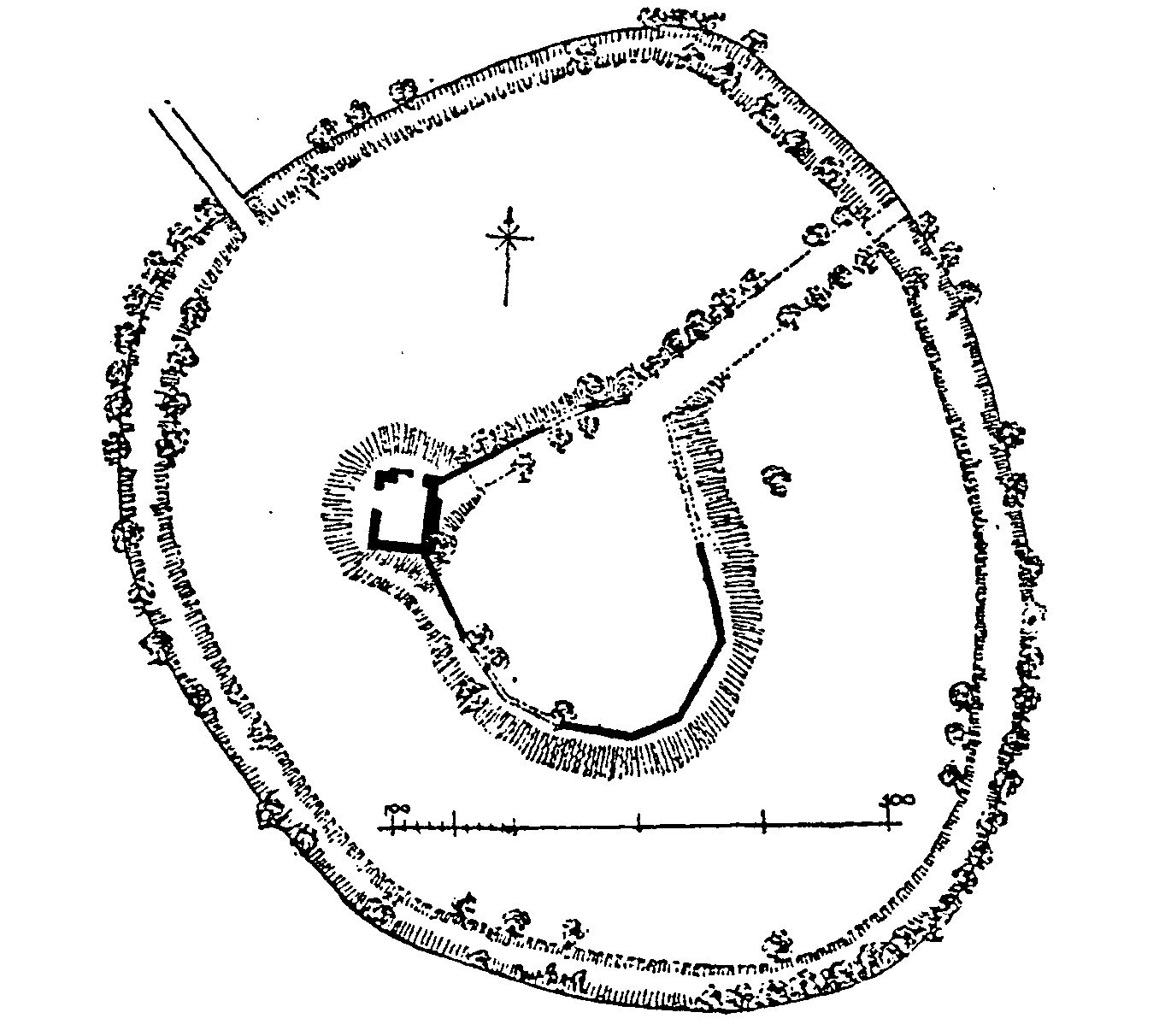
Plan du château

En 1270, la forteresse passe dans les mains du seigneur Reginald de Cheyne le jeune. Les descendants de Freskin qui héritent du château n'ont pas d'enfant mâle. Parmi leurs trois héritières, Helen, qui a épousé Sir Reginald de Cheyne, reçoit en héritage le château et la baronnie. Sur les bases de la motte castrale de Freskin, le seigneur Reginald de Cheyne le transforme en château de Duffus.
En 1305,  Reginald de Cheyne reçoit une subvention du roi Édouard Ier d'Angleterre de 200 chênes de la forêt royale de Longmorn et Darnaway pour construire son manoir de Dufhous, ainsi orthographié à l'époque. Un grand projet de construction y est mené.
Au décès du seigneur de Duffus en 1350, il revient à son héritière, Marie, qui a apporté la baronnie à son mari Nicolas, l'un des fils du 4e comte de Sutherland descendant de la maison d'origine de Freskin. 
Le château est resté dans les mains des Sutherland de Duffus, jusqu'à sa vente en 1705 à Sir Archibald Dunbar.

## Abandon du château
En 1689, John Graham, 1er vicomte de Dundee a été l'invité de Lord Duffus, peu avant la bataille de Killiekrankie et serait l'un des derniers visiteurs, avant l'abandon du château.
Au moment de son abandon en 1705, l'imposant château médiéval n'était plus adapté pour servir de résidence à la noblesse.
Il ne reste aujourd'hui que des ruines de ce château qui a marqué l'histoire de l'Écosse.